# Estadio Sultan Ibrahim
El Estadio Sultan Ibrahim es un estadio de fútbol ubicado en la ciudad de Johor Bahru, estado de Johor, Malasia, siendo inaugurado en enero de 2020 y nombrado en honor del gobernante actual del estado, el Sultan Ibrahim Ismail, Sultan de Johor. Posee una capacidad para 40 000 espectadores y será el nuevo hogar del Johor Darul Takzim FC equipo de la Superliga de Malasia. El nuevo recinto reemplazó al Estadio Tan Sri Dato Hj Hassan Yunos en funciones desde 1964. 
El estadio comenzó su construcción en 2016 y tuvo un costo aproximado a los 200 millones de la moneda de Malasia, el Sultán de Johor otorgó los fondos necesarios para la construcción. Las empresas Forest City y Country Garden Pacificview Sdn Bhd, tendrán la responsabilidad de construir el estadio.
El diseño del estadio estuvo inspirado en la hoja de plátano, el concepto y diseño final fue presentado por el Sultan Ismail en una ceremonia celebrada en Johor Bahru. El estadio abarca 140 000 metros cuadrados con un área total construida de 70 000 metros cuadrados y puede albergar hasta 40 000 personas.